# The 1619 Project (serie de televisión)
The 1619 Project es una serie documental de televisión estadounidense creada para Hulu. Es una adaptación de The 1619 Project, un proyecto periodístico de The New York Times Magazine que se centra en la esclavitud en los Estados Unidos, que luego se convirtió en la antología The 1619 Project: A New Origin Story. Presentada por la creadora del proyecto Nikole Hannah-Jones, la productora ejecutiva de la docuserie es Oprah Winfrey, quien trabajó con el documentalista Roger Ross Williams y muchos otros productores y escritores. La serie es un programa de seis episodios producido por Lionsgate Television, que se emitió por primera vez en Hulu el 26 de enero de 2023.

## Trasfondo
La premisa de The 1619 Project es que la llegada del primer barco de esclavos a las primeras colonias americanas es la «verdadera» historia de origen nacional de los Estados Unidos. Al explorar esta tesis, el proyecto tiene como objetivo demostrar que la esclavitud ha dado forma a todos los aspectos de la vida estadounidense desde entonces, desde la policía hasta la justicia y el capitalismo, y que el reconocimiento de este hecho es esencial para el progreso social.
El proyecto debutó como una colección de ensayos en The New York Times Magazine en agosto de 2019, el 400 aniversario de la introducción de la esclavitud negra en Estados Unidos. Si bien la creadora del proyecto, Nikole Hannah-Jones, recibió el Premio Pulitzer a Comentaristas por su ensayo introductorio, el proyecto original también recibió críticas de todo el espectro político, y muchos historiadores cuestionaron su afirmación original de que proteger la esclavitud fue una de las principales motivaciones detrás de la Guerra de Independencia de los Estados Unidos. The New York Times finalmente calificó esa afirmación específica para decir que fue un factor de motivación para «algunos» colonos, al tiempo que sostuvo que el legado de la esclavitud es omnipresente en la configuración de la vida estadounidense moderna.
Según Jake Silverstein, editor en jefe de The New York Times Magazine, el trabajo para convertir el contenido en un documental de televisión comenzó más de tres años antes de su lanzamiento. Tras el éxito del proyecto original, que se publicó en la revista, en una sección especial de gran formato y como podcast, el proyecto tenía como objetivo volver a imaginar la serie en un nuevo formato y llegar a millones de espectadores.

## Formato
En las docuseries, Hannah-Jones aparece tanto en la cámara como en la voz en off. Los episodios alternan entre entrevistas, análisis de la historia y la cultura estadounidenses y la propia historia personal de Hannah-Jones como mujer birracial que creció en los Estados Unidos. Cada uno de los seis episodios se centra en una faceta diferente de la vida negra en Estados Unidos, que incluye «Democracy», «Race», «Fear», «Justice», «Music» y «Capitalism».

## Recepción de la crítica
La serie de televisión de 2023 recibió críticas mixtas. Varios críticos reconocieron que el concepto de The 1619 Project podría parecer sobreexpuesto, con Judy Berman de la revista Time diciendo, «es justo preguntarse si la serie de televisión es una exageración» luego de la publicación del libro, el plan de estudios y el pódcast desde que el proyecto se lanzó por primera vez en 2019. Sin embargo, tanto Berman como C. T. Jones de Rolling Stone elogiaron las docuseries, y Jones afirmó: «Tiene éxito tanto técnicamente como una obra de arte, entretejiendo hábilmente tomas de estadounidenses negros con relatos de primera mano, explicaciones, entrevistas e historias que se han omitido constantemente del registro histórico».
Reconociendo la reacción de la derecha contra The 1619 Project, Berman argumentó que la serie de televisión «está destinada a generar una nueva controversia», aunque muchos de los temas se tratan con tanta frecuencia en las noticias que «algunos episodios se sienten un poco reparadores». De manera similar, Brian Lowry de CNN señaló que los diversos episodios, con diferentes directores, se caracterizan por «la desigualdad ... a veces exhibiendo un estilo cinematográfico y, en otros casos, jugando como un documental más convencional sobre la experiencia negra». Escribiendo para The Hollywood Reporter, Daniel Fienberg también fue crítico y concluyó que «la adaptación de Hulu sigue siendo convincente y persuasiva, pero al no adaptar suficientemente su narración a las demandas visuales y las posibilidades de la televisión, no logra volverse esencial», y que «cada episodio se siente como el resumen de un ensayo».
La mayoría de las reseñas elogiaron el desempeño general de Nikole Hannah-Jones como presentadora de la serie. Berman la describió como una «anfitriona ideal» con «un apetito por hacer argumentos audaces». Si bien reconoció que Hannah-Jones a veces se «extiende demasiado» y es «expansiva hasta el extremo» en su crítica, Daniel D'Addario de Variety elogió su «habilidad con los sujetos de las entrevistas y su destreza para establecer conexiones pequeñas pero cruciales». Fienberg reconoce que The 1619 Project es «más efectivo cuando se siente más personal», destacando la impronta de la propia historia personal de Hannah-Jones en su esencia, mientras observa que el formato del episodio de 55 minutos se siente apresurado «con pequeñas notas autobiográficas dispersas».
Lowry de CNN argumentó que «Fear» es el episodio más fuerte, porque rastrea la mentalidad de «acciones de estilo vigilante por parte de los blancos que han resultado en la muerte de jóvenes negros» hasta «preocupaciones sobre levantamientos de esclavos y el control de la población negra durante la esclavitud a través de la era de las leyes Jim Crow y en la vigilancia moderna». De manera similar, Berman observó que «en el mejor de los casos, The 1619 Project establece conexiones astutas, y muy personales, entre el pasado anterior a la guerra y anterior a los derechos civiles, y un presente en el que los estadounidenses negros aún enfrentan de manera desproporcionada la violencia policial, la explotación en el lugar de trabajo y otros. formas de desigualdad».
Escribiendo en The New Yorker, Keeanga-Yamahtta Taylor señaló que «durante la mayor parte de la serie hay muy poco sentido de lo que alguien puede hacer sobre cualquiera de estas condiciones, porque el énfasis general en la esclavitud como causa del racismo borra cualquier comprensión de las formas en que se ha producido el cambio a lo largo del tiempo, cambio que casi siempre es forjado por movimientos sociales compuestos por gente común». Taylor señala dos episodios en particular, «Justice» y «Capitalism», como excepciones, porque ofrecen «esperanza de un futuro mejor».